# Список президентов Венесуэлы
С момента обретения независимости Венесуэлой в 1811 году, в стране было 48 президентов, которые занимали этот пост в 52 администрациях.

## Список, в хронологическом порядке, лиц, которые занимали пост Президента Венесуэлы
| Легенда: | Консервативная партия | Либеральная партия | Партия независимости | Военная диктатура | Демократическое действие | Социал-христианская партия | Движение V Республики/Единая социалистическая партия | Конвергенция | Народная воля |

| № (Период) | № (Президент) | № (Президентский срок) | Портрет | Президент                                              | Период правления                            | Порядок избрания | Профессия                                               |
| ---------- | ------------- | ---------------------- | ------- | ------------------------------------------------------ | ------------------------------------------- | --- | ------------------------------------------------------- |
| 1          | 1             | 1                      |         | Мендоса, Кристобаль, Эскалона, Хуан, Падрон, Бальтазар | 5 марта 1811 года — 21 марта 1812 года      | Исполнительный Триумвират — выбран первым Конгрессом                                                                                                  | Адвокат / Вооружённые силы / финансист (соответственно) |
| 2          | 2             | 2                      |         | Франсиско Миранда                                      | 3 апреля 1812 года — 25 июля 1812 года      | Избран Конгрессом | Военный (генерал)                                       |
| 3          | 3             | 3                      |         | Симон Боливар                                          | 6 августа 1813 года — 7 июля 1814 года      | Непрямые выборы — назначен гражданским и военным начальником Западной Венесуэлы                                                                       | Военный (генерал)                                       |
| 4          | 3             | 4                      |         | Симон Боливар                                          | 6 мая 1816 года — 17 февраля 1819 года      | Непрямые выборы — Верховный глава республики и армии                                                                                                  | Военный (генерал)                                       |
| 5          | 3             | 5                      |         | Симон Боливар                                          | 17 февраля 1819 года — 17 декабря 1819 года | Непрямые выборы — Президент Венесуэлы | Военный (генерал)                                       |
| 6          | 3             | 6                      |         | Симон Боливар                                          | 17 декабря 1819 года — 25 ноября 1829 года  | Непрямые выборы — как президент Великой Колумбии | Военный (генерал)                                       |
| 8          | 4             | 8                      |         | Хосе Антонио Паэс                                      | 25 ноября 1829 года — 6 мая 1830 года       | Временный президент, назначенный Ассамблеей в Сан-Франциско                                                                                           | Военный (генерал)                                       |
| 9          | 4             | 9                      |         | Хосе Антонио Паэс                                      | 6 мая 1830 года — 24 марта 1831 года        | Временный президент, назначенный Конгрессом в Валенсии                                                                                                | Военный (генерал)                                       |
| 10         | 4             | 10                     |         | Хосе Антонио Паэс                                      | 24 марта 1831 года — 20 января 1835 года    | Непрямые выборы | Военный (генерал)                                       |
| 11         | 5             | 10                     |         | Андрес Нарварте                                        | 20 января 1835 года — 9 февраля 1835 года   | Временный президент | Адвокат / Политик                                       |
| 12         | 7             | 11                     |         | Хосе Мария Варгас                                      | 9 февраля 1835 года — 9 июля 1835 года      | Непрямые выборы | Медик                                                   |
| 13         | 6             | 11                     |         | Хосе Мария Карреньо                                    | 27 июля 1835 года — 20 августа 1835 года    | Временный Президент | Военный (генерал)                                       |
| 14         | 7             | 11                     |         | Хосе Мария Варгас                                      | 20 августа 1835 года — 24 апреля 1836 года  | Реституция | Медик                                                   |
| 15         | 5             | 11                     |         | Андрес Нарварте                                        | 24 апреля 1836 года — 20 января 1837 года   | Временный президент | Адвокат / Политик                                       |
| 16         | 6             | 11                     |         | Хосе Мария Карреньо                                    | 20 января 1837 года — 11 марта 1837 года    | Временный президент | Военный (генерал)                                       |
| 17         | 8             | 11                     |         | Карлос Сублетте                                        | 11 марта 1837 года — 1 февраля 1839 года    | Временный президент | Военный (генерал)                                       |
| 18         | 5             | 12                     |         | Хосе Антонио Паэс                                      | 1 февраля 1839 года — 20 января 1843 года   | Непрямые выборы | Военный (генерал)                                       |
| 19         | —             | 12                     |         | Сантос Микелена                                        | 20 января 1843 года — 28 января 1843 года   | Временный президент | Политик / Дипломат                                      |
| 20         | 8             | 13                     |         | Карлос Сублетте                                        | 28 января 1843 года — 20 января 1847 года   | Непрямые выборы | Военный (генерал)                                       |
| 21         | —             | 13                     |         | Диего Баутиста Урбанеха                                | 20 января 1847 года — 1 марта 1847 года     | Временный президент | Адвокат / Военный                                       |
| 22         | 9             | 14                     |         | Хосе Тадео Монагас                                     | 1 марта 1847 года — 20 января 1851 года     | Непрямые выборы | Военный (генерал)                                       |
| 23         | —             | 14                     |         | Антонио Леокадио Гусман                                | 20 января 1851 года — 5 февраля 1851 года   | Временный президент | Политик / Журналист                                     |
| 24         | 10            | 15                     |         | Хосе Грегорио Монагас                                  | 5 февраля 1851 года — 20 января 1855 года   | Непрямые выборы | Военный (генерал)                                       |
| 25         | —             | 15                     |         | Хоакин Геррера                                         | 20 января 1855 года — 31 января 1855 года   | Временный президент | Военный                                                 |
| 26         | 9             | 16                     |         | Хосе Тадео Монагас                                     | 31 января 1855 года — 15 марта 1858 года    | Непрямые выборы | Военный (генерал)                                       |
| 27         | 11            | 16                     |         | Педро Гуаль                                            | 15 марта 1858 года — 18 марта 1858 года     | Временный президент | Адвокат                                                 |
| 28         | 12            | 17                     |         | Хулиан Кастро                                          | 18 марта 1858 года — 2 августа 1859 года    | Государственный переворот | Военный (генерал)                                       |
| 20         | 11            | 11                     |         | Педро Гуаль                                            | 2 августа 1859 года — 29 сентября 1859 года | Временный президент | Адвокат                                                 |
| 21         | 13            | 12                     |         | Мануэль Фелипе Товар                                   | 29 сентября 1859 года — 20 мая 1861 года    | Государственный переворот; Президентские выборы 1860 года (второй период)                                                                             | Политик                                                 |
| 22         | 11            | 11                     |         | Педро Гуаль                                            | 20 мая 1861 года — 29 августа 1861 года     | Временный президент | Адвокат                                                 |
| 23         | 5             | 4                      |         | Хосе Антонио Паэс                                      | 29 августа 1861 года — 15 июня 1863 года    | Диктатура | Военный (генерал)                                       |
| 24         | 14            | 13                     |         | Хуан Крисостомо Фалькон                                | 15 июня 1863 года — 18 марта 1865 года      | Победа в федеральной войне] (первый период) | Военный (генерал)                                       |
| 25         | 14            | 13                     |         | Хуан Крисостомо Фалькон                                | 18 марта 1865 года — 25 апреля 1868 года    | Непрямые выборы (второй период) | Военный (генерал)                                       |
| 26         | 15            | 14                     |         | Мануэль Эсекиэль Брусуаль                              | 25 апреля 1868 года — 28 июня 1868 года     | Временный президент | Военный                                                 |
| 27         | 16            | 15                     |         | Гильермо Телль Вильегас                                | 28 июня 1868 года — 20 февраля 1869 года    | Временный президент | Адвокат / Военный                                       |
| 28         | 17            | 16                     |         | Хосе Руперто Монагас                                   | 20 февраля 1869 года — 16 апреля 1870 года  | Голубая революция | Военный (генерал)                                       |
| 29         | 16            | 15                     |         | Гильермо Телль Вильегас                                | 16 апреля 1870 года — 27 апреля 1870 года   | Временный президент | Адвокат / Военный                                       |
| 30         | 18            | 17                     |         | Антонио Гусман Бланко                                  | 27 апреля 1870 года — 20 февраля 1873 года  | Апрельская революция (первый период) | Адвокат / Военный (генерал)                             |
| 31         | 18            | 17                     |         | Антонио Гусман Бланко                                  | 20 февраля 1873 года — 27 февраля 1877 года | Непрямые выборы (второй период) | Адвокат / Военный (генерал)                             |
| 32         | 19            | 18                     |         | Франсиско Линарес Алькантара                           | 27 февраля 1877 года— 30 ноября 1878 года   | Непрямые выборы | Военный (генерал)                                       |
| 33         | 20            | 19                     |         | Хосе Грегорио Валера                                   | 15 декабря 1878 года — 13 февраля 1879 года | Выбран Учредительным собранием | Военный (генерал)                                       |
| 34         | 18            | 17                     |         | Антонио Гусман Бланко                                  | 26 февраля 1879 года — 12 мая 1880 года     | Выборы Федерального государства | Адвокат / Военный (генерал)                             |
| 35         | 18            | 17                     |         | Антонио Гусман Бланко                                  | 12 мая 1880 года — 1882 год                 | Выборы Федерального государства | Адвокат / Военный (генерал)                             |
| 36         | 18            | 17                     |         | Антонио Гусман Бланко                                  | 1882 год — 26 апреля 1884 года              | Выборы Федерального государства | Адвокат / Военный (генерал)                             |
| 37         | 21            | 19                     |         | Хоакин Креспо                                          | 26 апреля 1884 года — 15 сентября 1886 года | Выборы Федерального государства | Адвокат / Военный (генерал)                             |
| 38         | 18            | 17                     |         | Антонио Гусман Бланко                                  | 15 сентября 1886 года — 8 августа 1887 года | Выборы Федерального государства | Адвокат / Военный (генерал)                             |
| 39         | 22            | 20                     |         | Эрмохенес Лопес                                        | 8 августа 1887 года — 2 июля 1888 года      | Временный президент | Военный (генерал)                                       |
| 40         | 23            | 21                     |         | Хуан Пабло Рохас Пауль                                 | 2 июля 1888 года — 19 марта 1890 года       | Выборы Федерального государства | Адвокат                                                 |
| 41         | 24            | 28                     |         | Раймундо Андуэса Паласио                               | 19 марта 1890 года — 17 июня 1892 года      | Выборы Федерального государства | Адвокат                                                 |
| 42         | 16            | —                      |         | Гильермо Телль Вильегас                                | 17 июня 1892 года — 31 августа 1892 года    | Временный президент | Адвокат / Военный                                       |
| 43         | 16            | —                      |         | Гильермо Телль Вильегас Пулидо                         | 31 августа 1892 года — 7 октября 1892 года  | Временный президент | Адвокат                                                 |
| 44         | 36            | 29                     |         | Хоакин Креспо                                          | 7 октября 1892 года — 14 марта 1894 года    | Легалистская революция | Военный (генерал)                                       |
| 45         | 21            | 30                     |         | Хоакин Креспо                                          | 14 марта 1894 года — 28 февраля 1898 года   | Президентские выборы 1894 года | Военный (генерал)                                       |
| 46         | 25            | 31                     |         | Игнасио Андраде                                        | 28 февраля 1898 года — 20 октября 1899 года | Президентские выборы 1897 года | Политик                                                 |
| 47         | 26            | 32                     |         | Сиприано Кастро                                        | 20 октября 1899 года — 19 декабря 1908 года | Гражданская война в Венесуэле (1899—1902) | Военный (генерал)                                       |
| 48         | 27            | 33                     |         | Хуан Висенте Гомес                                     | 19 декабря 1908 года — 5 августа 1913 года  | Военный переворот 1908 года | Военный (генерал)                                       |
| 49         | 28            | —                      |         | Хосе Хиль Фортуль                                      | 5 августа 1913 года — 19 апреля 1914 года   | Временный президент | Адвокат                                                 |
| 50         | 29            |                        |         | Викторино Маркес Бустильос                             | 19 апреля 1914 года — 1922 год              | Временный президент | Адвокат                                                 |
| 51         | 27            | 33                     |         | Хуан Висенте Гомес                                     | 1922 год — 30 мая 1929 года                 | Непрямые выборы | Военный (генерал)                                       |
| 52         | 30            | —                      |         | Хуан Баутиста Перес                                    | 30 мая 1929 года — 13 июня 1931 года        | Избран Национальным конгрессом | Адвокат / Судья                                         |
| 53         | 27            | 33                     |         | Хуан Висенте Гомес                                     | 13 июня 1931 года — 17 декабря 1935 года    | Избран Национальным конгрессом | Военный (генерал)                                       |
| 54         | 31            | 34                     |         | Элеасар Лопес Контрерас                                | 18 декабря 1935 года — 30 июня 1936 года    | Временный президент (первый период) | Военный (генерал)                                       |
| 55         | 31            | 35                     |         | Элеасар Лопес Контрерас                                | 30 июня 1936 года — 5 мая 1941 года         | Непрямые выборы (второй период) | Военный (генерал)                                       |
| 56         | 32            | 36                     |         | Исайас Медина Ангарита                                 | 5 мая 1941 года — 18 октября 1945 года      | Непрямые выборы | Военный (генерал)                                       |
| 57         | 33            | 37                     |         | Ромуло Бетанкур                                        | 19 октября 1945 года — 17 февраля 1948 года | Военный переворот | Политик                                                 |
| 58         | 34            | 38                     |         | Ромуло Гальегос                                        | 17 февраля 1948 года — 24 ноября 1948 года  | Президентские выборы 1947 года | Писатель-романист                                       |
| 59         | 35            | 39                     |         | Карлос Дельгадо Чальбо                                 | 24 ноября 1948 года — 13 ноября 1950 года   | Государственный переворот 1948 года | Военный                                                 |
| 60         | 36            | 40                     |         | Херман Суарес Фламерич                                 | 27 ноября 1950 года — 2 декабря 1952 года   | Назначен военной хунтой | Адвокат                                                 |
| 61         | 37            | 41                     |         | Маркос Перес Хименес                                   | 2 декабря 1952 года — 19 апреля 1953 года   | Временный президент (военный переворот) | Военный (генерал)                                       |
| 61         | 37            | 41                     |         | Маркос Перес Хименес                                   | 19 апреля 1953 года — 23 января 1958 года   | Избран Национальной конституционной ассамблеей | Военный (генерал)                                       |
| 62         | 38            | 42                     |         | Вольфганг Ларрасабаль Угуэто                           | 23 января 1958 года — 14 ноября 1958 года   | Всеобщее восстание 1958 года (Военно-гражданская правительственная хунта)                                                                             | Военный (контр-адмирал)                                 |
| 63         | 39            | 43                     |         | Эдгар Санабриа                                         | 14 ноября 1958 года — 13 февраля 1959 года  | Временный президент | Адвокат                                                 |
| 64         | 33            | 44                     |         | Ромуло Бетанкур                                        | 13 февраля 1959 года — 13 марта 1964 года   | Всеобщие выборы 1958 года | Политик                                                 |
| 65         | 40            | 45                     |         | Рауль Леони                                            | 13 марта 1964 года — 11 марта 1969 года     | Всеобщие выборы 1963 года | Адвокат                                                 |
| 66         | 41            | 46                     |         | Рафаэль Кальдера                                       | 11 марта 1969 года — 12 марта 1974 года     | Президентские выборы 1968 года | Адвокат                                                 |
| 67         | 42            | 47                     |         | Карлос Андрес Перес                                    | 12 марта 1974 года — 12 марта 1979 года     | Президентские выборы 1973 года | Политик                                                 |
| 68         | 43            | 48                     |         | Луис Эррера Кампинс                                    | 12 марта 1979 года — 2 февраля 1984 года    | Президентские выборы 1978 года | Адвокат                                                 |
| 69         | 44            | 49                     |         | Хайме Лусинчи                                          | 2 февраля 1984 года — 2 февраля 1989 года   | Президентские выборы 1983 года | Медик                                                   |
| 70         | 42            | 50                     |         | Карлос Андрес Перес                                    | 2 февраля 1989 года — 21 мая 1993 года      | Президентские выборы 1988 года | Политик                                                 |
| 71         | 45            | —                      |         | Октавио Лепахе                                         | 21 мая 1993 года — 5 июня 1993 года         | Временный президент | Адвокат / Политик                                       |
| 72         | 46            | 51                     |         | Рамон Хосе Веласкес                                    | 5 июня 1993 года — 2 февраля 1994 года      | Избран Национальным конгрессом | Писатель                                                |
| 73         | 41            | 52                     |         | Рафаэль Кальдера                                       | 2 февраля 1994 года — 2 февраля 1999 года   | Президентские выборы 1993 года | Адвокат                                                 |
| 74         | 47            | 53                     |         | Уго Чавес Фриас                                        | 2 февраля 1999 — 10 января 2001             | Президентские выборы 1998 года | Военный (подполковник)                                  |
| 75         | 47            | 54                     |         | Уго Чавес Фриас                                        | 10 января 2001 года — 12 апреля 2002 года   | Президентские выборы 2000 года | Военный (подполковник)                                  |
| 76         | (48)          | 54                     |         | Педро Кармона Эстанга                                  | 12 апреля 2002 года — 13 апреля 2002 года   | Попытка государственного переворота в Венесуэле (2002)                                                                                                | Предприниматель                                         |
| 77         | 47            | 54                     |         | Уго Чавес Фриас                                        | 13 апреля 2002 года — 10 января 2007 года   | Восстановление законной власти | Военный (подполковник)                                  |
| 78         | 47            | 55                     |         | Уго Чавес Фриас                                        | 10 января 2007 года — 10 января 2013 года   | Президентские выборы 2006 года | Военный (подполковник)                                  |
| 79         | 47            | 56                     |         | Уго Чавес Фриас                                        | 10 января 2013 года — 5 марта 2013 года     | Президентские выборы 2012 года | Военный (подполковник)                                  |
| 80         | —             | 56                     |         | Николас Мадуро Морос                                   | 5 марта 2013 года — 19 апреля 2013 года     | Временно исполняющий обязанности президента | Политик                                                 |
| 81         | 49            | 57                     |         | Николас Мадуро Морос                                   | 19 апреля 2013 года — 10 января 2019 года   | Президентские выборы 2013 года | Политик                                                 |
| 82         | 49            | 58                     |         | Николас Мадуро Морос                                   | с 10 января 2019 года                       | Президентские выборы 2018 года (должность оспаривалась Хуаном Гуайдо и Национальной ассамблеей Венесуэлы с 23 января 2019 года по 5 января 2023 года) | Политик                                                 |
| 83         | (50)          | —                      |         |                                                        |                                             | |                                                         |
| 84         | 49            | 59                     |         | Николас Мадуро Морос                                   | с 28 июля 2024 года                         | Президентские выборы 2024 года | Политик                                                 |

## Выборы

### Президентские выборы 1998 года
На прошедших 6 декабря 1998 года выборах победу одержал харизматический военный лидер Уго Чавес Фриас, выступивший от имени новой организации — созданного в 1997 году Движения Пятая Республика (ДПР) — и набравший более 55 % голосов избирателей.
Соперником Чавеса на выборах выступал кандидат от нового правоцентристского объединения — Проект Венесуэла Энрике Салас Рёмер, набравший почти 40 % голосов.

### Президентские выборы 2000 года
После принятия новой Конституции в 2000 году в стране были проведены новые президентские и парламентские выборы, победу на которых одержало правящее ДПР, действующий президент Уго Чавес набрал почти 60 % голосов.
15 августа 2004 года по требованию правой оппозиции состоялся референдум о досрочном отзыве Чавеса с поста президента. Против отзыва проголосовало 59,10 % пришедших на участки избирателей.

### Президентские выборы 2006 года
На прошедших 3 декабря 2006 года выборах победил действующий президент Уго Чавес, набрав 62,8 % голосов, и в 2007 году возглавил новую политическую организацию — Объединенную социалистическую партию Венесуэлы, созданную путём объединения ДПР и других партий, поддерживающих «боливарианское движение к социализму».
Единым кандидатом от оппозиции являлся губернатор штата Сулия Мануэль Росалес.
18 января 2007 года парламент Венесуэлы единогласно проголосовал за закон, предоставляющий Чавесу чрезвычайные законодательные полномочия на полтора года. На состоявшемся 15 февраля 2009 года референдуме 54,7 % граждан высказались за предложенные  президентом Уго Чавесом конституционные поправки, которые разрешают президенту переизбираться на свой пост неограниченное число раз подряд.

### Президентские выборы 2012 года
На прошедших 7 октября 2012 года выборах действующий президент Уго Чавес был переизбран на четвёртый срок, получив 54,5 % голосов. Его главный оппонент, лидер оппозиции Энрике Каприлес получил 44,9 % голосов.
Явка избирателей была выше 80 %.
С 5 марта 2013 года, после смерти Уго Чавеса, обязанности президента Венесуэлы исполнял вице-президент Николас Мадуро.

### Президентские выборы 2013 года
Досрочные выборы прошли 14 апреля 2013 года, на которых, с перевесом менее чем в 1 %, победил Николас Мадуро — вице-президент Венесуэлы, сторонник Уго Чавеса.

### Президентские выборы 2018 года
Выборы президента прошли 20 мая 2018 года, на которых победу одержал Николас Мадуро — действующий президент Венесуэлы. Однако его победа не признавалась оппозицией, которая выступила с бойкотом из-за не допуска к выборам популярных лидеров оппозиции, заключённых под стражу. Впоследствии выборы не были признаны большинством стран Запада и Латинской Америки, а также привели к масштабному политическому кризису в 2019 году, в ходе которого в стране сложилось двоевластие.

### Президентские выборы 2024 года
Выборы президента прошли 28 июля 2024 года, на которых победу одержал Николас Мадуро — действующий президент Венесуэлы. Однако его победа опять не была признана оппозицией и рядом стран, а в стране начались протесты.